# Pёtr Sobolevskij
Pёtr Sobolevskij (Tomsk, 22 maggio 1904 – Mosca, 26 luglio 1977) è stato un attore sovietico.

## Biografia
Pёtr Sobolevskij nasce il 22 maggio 1904 a Tomsk. Studia alla Fabbrica dell'attore eccentrico (FEKS) con Grigorij Michajlovič Kozincev e Leonid Zacharovič Trauberg. Si laurea all'Istituto teatrale di Leningrado nel 1932.
Pёtr Sobolevskij muore il 26 giugno 1977 a Mosca e viene sepolto nel cimitero di Vvedenskoye.

## Filmografia parziale

### Attore
- La grande ruota (Čёrtovo koleso), regia di Grigorij Michajlovič Kozincev e Leonid Zacharovič Trauberg (1926)
- Il cappotto (Shinel), regia di Grigorij Michajlovič Kozincev e Leonid Zacharovič Trauberg (1926)
- My iz Kronštadta, regia di Efim L'vovič Dzigan (1936)
- Gibel' Orla, regia di Vasilij Nikolaevič Žuravlёv (1940)